# Hate, Malice, Revenge
Hate, Malice, Revenge è il primo album in studio della band All Shall Perish, pubblicato dalle etichette discografiche Nuclear Blast e Amputed Vein il 19 aprile 2005.

## Tracce
1. Deconstruction – 2:52
2. Laid to Rest – 4:41
3. Our Own Grave – 4:09
4. The Spreading Disease – 4:32
5. Sever the Memory – 5:12
6. For Far Too Long... – 4:03
7. Never Ending War – 6:25
8. Herding the Brainwashed – 4:14